# Pronephrium pentaphyllum
Pronephrium pentaphyllum là một loài thực vật có mạch trong họ Thelypteridaceae. Loài này được (Rosenst.) Holttum miêu tả khoa học đầu tiên năm 1972.